# Schrottkommission

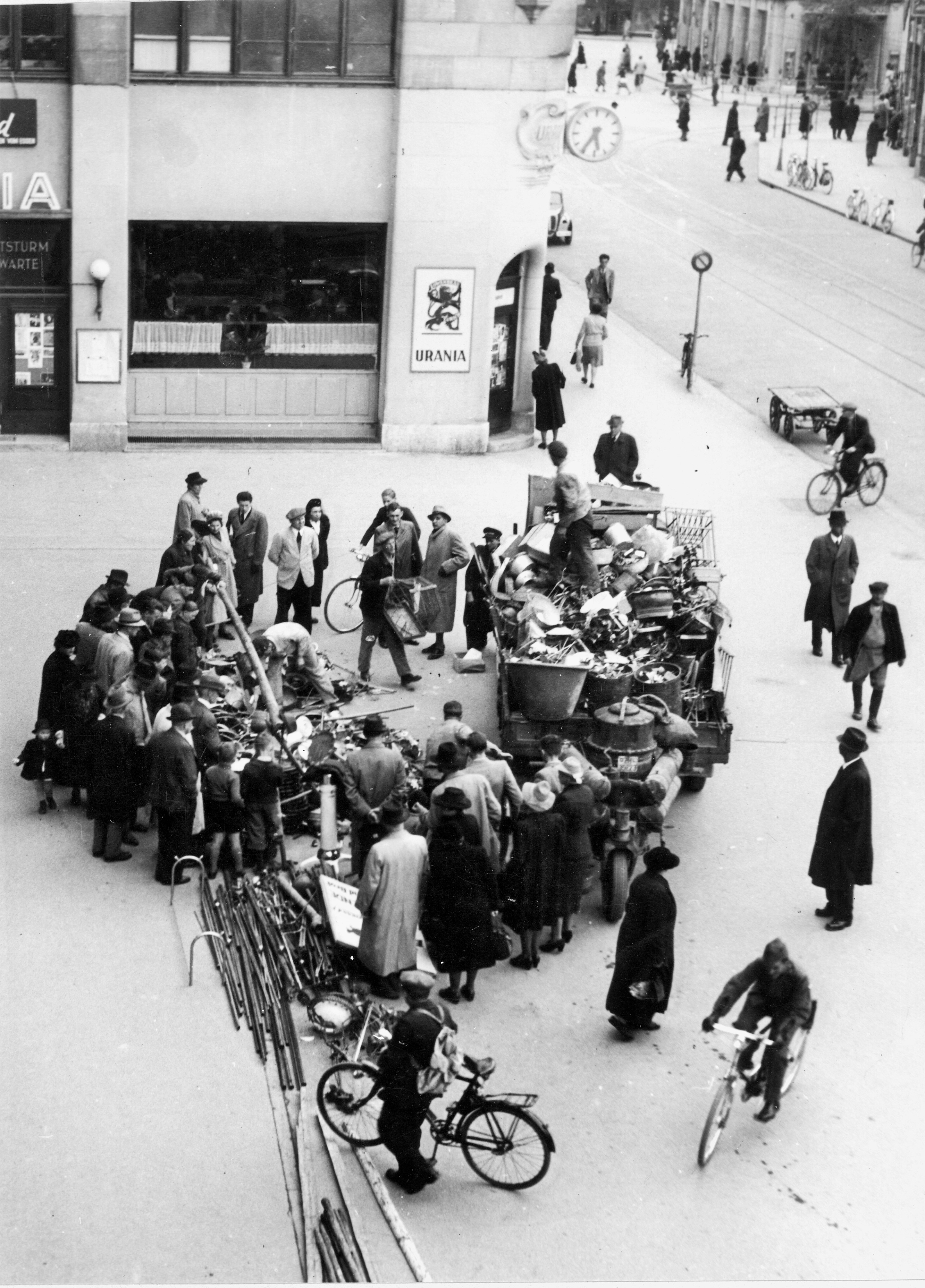
Buntmetallspende Uraniastrasse Zürich 1942

Die Schrottkommission wurde 1941 während des Zweiten Weltkriegs im Rahmen der wirtschaftlichen Landesversorgung in der Schweiz zur Behebung des kriegsbedingten Rohstoffmangels von der Sektion Eisen und Maschinen des Kriegs-Industrie- und Arbeitsamtes (KIAA) gegründet.

## Geschichte
Neben der Schrottkommission entstanden innerhalb des KIAA weitere Kommissionen zur Unterstützung einer zunehmend autarken Rohstoffbeschaffung. Die Kommissionen setzten sich hauptsächlich aus leitenden Mitarbeitern der vier grössten Unternehmen der damaligen Schweizer Eisen- und Maschinenindustrie zusammen: Georg Fischer (GF), Gebrüder Sulzer, von Roll’sche Eisenwerke und von Moos’sche Eisenwerke. Vorsitzender der Schrottkommission wurde GF-Direktor Ernst Müller-Reiffer, der zugleich auch Direktor des KIAA war. Die Kommissionen wurden durch Vertreter der Kriegstechnischen Abteilung sowie des Vereins Schweizerischer Eisengiessereien ergänzt.
Die rohstoffarme Schweiz war auf Importe aus Deutschland und Italien angewiesen, die ab Juni 1940 alle Zufahrtswege kontrollierten. Da die beiden kriegführenden Nachbarn Roheisen selber dringend benötigten, gingen die Importzahlen im Zweiten Weltkrieg zurück, und die Schweizer Industrie sah sich trotz Einstellung des Schrottexports (hauptsächlich nach Italien) zunehmend mit einem Rohstoffmangel konfrontiert. Die Schrottkommission hatte die Aufgabe, das von den schweizerischen Giessereien und Stahlwerken benötigte Altmetall zu beschaffen und zuzuteilen.

## Massnahmen
Um den Metallverbrauch zu drosseln, wurde 1942 die Herstellung verschiedener Erzeugnisse verboten. Im öffentlichen Bereich waren dies z. B. Aussichtstürme, Musikpavillons, Reklamesäulen, Wegweiser oder Wetterfahnen; im privaten Raum z. B. Aschenbecher, Briefbeschwerer, Christbaumfüsse, Hanteln sowie Herd- und Ofenverzierungen. Auch der Bausektor erfuhr eine tiefgreifende Veränderung und musste mit Ersatzstoffen statt mit den gewohnten Baueisen und Betoneisen vorliebnehmen.
Die zwei wichtigsten Initiativen der Alteisenbeschaffung waren die Schrottsammelaktionen in grösseren Schweizer Städten und entlang von Bahnlinien sowie der Abbau von «entbehrlichen» Eisenbeständen im öffentlichen Raum.
Die von der Schrottkommission organisierte «totale Entrümpelung der Schweiz» betraf die Haushaltungen, das Gewerbe, die Landwirtschaft, die Industrie, die öffentliche Hand, die Transportanstalten und die Armee. So konnten von September 1939 bis Ende 1946 900'000 Tonnen Schrott gesammelt, vergütet und verarbeitet werden. Das entsprach einem Drittel des Gesamtverbrauchs in dieser Zeitspanne. Die Schrottkommission warb unter anderem mit Plakaten und der Wochenschau im Kino für ihre Sammelaktionen mit dem Hinweis auf den Erhalt von Arbeitsplätzen: «Gib uns Eisen!», «Du sicherst uns Arbeit und Brot», «Alteisen und Buntmetalle schaffen Arbeit und Verdienst», «Auch Du! Ein Rohstofflieferant!», «Gib Eisen und Metalle! Sie schaffen Arbeit und geben Brot!». Die Unterstützung der landeseigenen Industrie wurde so zur moralischen Verpflichtung, und die Bevölkerung begrüsste die Gelegenheit zur «vergüteten» Entrümpelung des Haushalts.
Im Dezember 1941 wurden von der Schrottkommission lokale Architekten beauftragt, die «entbehrlichen» Alteisenbestände im öffentlichen Raum zu inventarisieren. Dazu gehörten Alteisenbestände in Form von Parkeinfriedungen, Treppengeländern, Wegweisern, Denkmälern, Kandelabern usw. Städte und Orte sollten von manchen «Scheusslichkeiten einer geschmacklosen Baugesinnung» befreit werden, womit den Anliegen des Heimatschutzes Rechnung getragen werde. 
Durch diese Aktionen war die Schweiz in der Lage, auf ihrem Schrottanfall und ihren unsichtbaren Schrottreserven für Jahre eine starke eigene Eisenerzeugung durchzuhalten. Auch wenn die Schweiz in der Eisenversorgung nicht vollständig autark durch den Zweiten Weltkrieg ging, sind die Ergebnisse der Initiativen der Schrottkommission doch eindrücklich. Einen bleibenden Eindruck auf das Publikum dürfte der Schrott-Turm und seine Aussage «Wir müssen 200'000 Arbeiter mit Eisen versorgen» an der Mustermesse in Basel 1944 hinterlassen haben.